# Christian Rosset
Vous pouvez aider à l'améliorer ou bien discuter des problèmes sur sa page de discussion.
- Sa forme n’est pas encyclopédique et ressemble trop à un curriculum vitæ. Modifiez le texte pour aider à le transformer en article neutre. (Marqué depuis juillet 2017)

Christian Rosset (né le 18 décembre 1955 à Paris) est un écrivain, essayiste, critique, compositeur de musique et producteur de création radiophonique. Il écrit sur divers supports dont Diacritik.

## Biographie
Producteur d'essais radiophoniques (essentiellement sur France Culture, en particulier à l'Atelier de création radiophonique depuis 1975), il est aussi compositeur de musique contemporaine et, dans ses années de jeunesse, dessinateur. Depuis les années 2000, il est surtout écrivain, essayiste et critique.

## Publications
- Emmanuel Guibert : monographie prématurée, collectif, éditions de l'An 2, 2006
- Avis d'orage en fin de journée, L'Association, coll. « Éprouvette », 2008
- Corr&spondance, avec Jean-Christophe Menu, L'Association et Périscopage, coll. « Éprouvette », 2009
- Yann Paranthoën, l'art de la radio (texte principal et direction d'ouvrage), Arles : Phonurgia Nova, 2009
- Avis d'orage dans la nuit, L'Association, coll. « Éprouvette », 2011
- Éclaircies sur le terrain vague, L'Association, coll. « Éprouvette », 2015
- Le minimalisme (moins, c'est plus), avec Jochen Gerner, Le Lombard, coll. « Petite Bédéthèque des savoirs », 2016.
- Les voiles de Sainte-Marthe, Hippocampe Éditions, 2018.
- Le Dissident secret (un portrait de Claude Ollier), Hippocampe Éditions, 2020.
- Claude Ollier : Ce soir à Marienbad et autres chroniques cinématographiques. Textes réunis et présentés par Christian Rosset, Les Impressions nouvelles, 2020.
- Pluie d'éclairs sur la réserve, L'Association, coll. « Éprouvette », 2022